# 自主映画のチカラ
『自主映画のチカラ』（じしゅえいがのチカラ）は、2018年5月26日から2020年まで『チアーるTV』（旧：インターネットラジオ局『K'z Station』の特別番組枠）で配信されている映画応援番組。

## 概要
インターネットラジオ『おしゃべりやってまーす』の特別番組枠として配信開始したインターネットテレビ番組。録画番組となっており、不定期に土曜日、K'z Stationサイト上で配信される。番組の視聴は無料で、2023年末まで視聴が可能である。第48回からは「cheer TV」公式YouTubeアカウントにアーカイブが配信される。
ドキュメンタリーを中心に自主映画界で活躍した映画監督・土屋豊と、『おしゃべりやってまーす』にて2011年からレギュラー出演している映画好きのタレント・加藤るみがMCを務める。メジャーではない日本の自主映画（インディペンデント映画）にスポットを当てて、劇場公開されたばかりの（もしくは公開直前の）映画の監督など関係者を招いて、土屋・加藤とともに紹介やレビュー、裏話などのトークを行う。

## 出演者
- 土屋豊
- 加藤るみ

他、紹介する映画の監督などをゲストとして1名呼ぶ。